# كارل ماك فون ليبريش
كارل فرايهر ماك فون ليبريش (بالإنجليزية Karl Freiherr Mack von Leiberich) جندي نمساوي، ولد في 25 أغسطس 1752 وتوفي في 22 ديسمبر 1828. من الأفضل ذكره كقائد للقوات النمساوية التي استسلمت لجيش نابليون الكبير في مَعْرَكة أولمْ في عام 1805. يظهر ماك بإيجاز كشخصية في الكتاب الثاني من المجلد الأول من كتاب الحرب والسلم لتولستوي.

## السيرة المهنية
ولد كارل ليبريش في نينسلينغين، في إمارة أنسباخ. انضم إلى فوج سلاح الفرسان النمساوي في عام 1770، إذ كان عمه، ليبريش، قائدًا للأسطول، وأصبح ضابطًا بعد سبع سنوات. خلال «حرب الخلافة البافارية» القصيرة، اختير للخدمة في طاقم الكونت كينسكي وتحت إمرته، وبعده تحت قيادة رئيس الأركان المشير الميداني كونت لاسي، وقام بعمل ممتاز. رُقي إلى رتبة ملازم أول في عام 1778، ونقيب في أركان ضباط المناورة في عام 1783. أخذ الكونت لاسي، الجندي الأبرز في الجيش النمساوي، آراء مساعده الشاب. تزوج ماك كاثرين غابريول عام 1785، ورُفع إلى طبقة النبلاء تحت اسم ماك فون ليبريش.
عمل ضمن موظفي المقر في الحرب العثمانية، وأصبح في عام 1788 مساعدًا رئيسيًا وشخصيًا للإمبراطور جوزيف الثاني، وفي عام 1789 رُقي إلى رتبة مقدم. برز في اقتحام بلغراد في 1789. بعد ذلك بفترة وجيزة، أدت الخلافات بين ماك وإرنست غيدين فون لاودون، رئيس الأركان، إلى مطالبة السابق بمحاكمة عسكرية، غادر ماك الجبهة لكنه حصل على لقب فخري عام (1789) ووسام ماريا تيريزا. تصالح لاودون وماك عام 1790، ومرة أخرى كانا في الميدان معًا. أصيب ماك خلال هذه الحملات إصابةً خطيرةً في الرأس لم يتعاف منها أبدًا. أصبح ضابطًا مناورًا (رئيسًا للأركان) عام 1793 للأمير خوسياس من ساكس كوبورغ، القائد في هولندا وعزز سمعته من خلال الحملة التي تلت ذلك. كتب الأرشيدوق تشارلز الشاب النمساوي، الذي ذاع صيته لأول مرة في 1 مارس 1793 بعد المعركة: «قبل كل شيء علينا أن نشكر الكولونيل ماك على هذه النجاحات».

## الحروب الثورية الفرنسية
برز ماك مرةً أخرى في معركة نيروندن وكان له دور قيادي في المفاوضات بين كوبورغ ودومرييه. استمر في شغل منصب ضابط المناورة، وحصل على لقب قائد (مالك) فوج سلاح الفرسان. أصيب في فامارز، ولكن في عام 1794 عاد مرة أخرى إلى الخدمة الفعلية، بعد أن أصبح في النهاية لواءً. مثلما نسبت نجاحات حلف التحالف إلى ماك في مارس -أبريل عام 1793، نسب إليه فشلهم على الرغم من وجود أفكار وعوامل سياسية وعسكرية لا يمكن لماك السيطرة عليها، لاحقًا كره ماك الأوساط العسكرية. ظل الإمبراطور فرانسيس الثاني مؤيدًا له، وفي عام 1797 رُفع ماك إلى ملازم فيلد مارشال (ملازم مشير ميداني)، وقَبِل في العام التالي، بناءً على طلب شخصي من الإمبراطور، قيادة الجيش النابولي. ولم يكن بوسعه أن يفعل شيئًا فيما يتعلق بالمواد غير الواعدة لقيادته الجديدة ضد القوات الثورية الفرنسية، وقبل مضي وقت طويل، ولأنه تعرض لخطر حقيقي يتمثل في قتله على أيدي رجاله، لجأ إلى المعسكر الفرنسي. بدايةً وُعِدَ بمنح تصريح مرور حر لبلده، ولكن نابليون أمر بإرساله إلى فرنسا كأسير حرب.

## حرب التحالف الثالث
بعد عامين فرّ من باريس متخفيًا. وجِدت ادعاءات بأنه خرق شروط إخلاء السبيل، وهو ادعاء خطير انعكس على شرفه كرجل نبيل وضابط (في رأي الكاتب المجهول لسيرته الذاتية في الطبعة الحادية عشرة من الموسوعة البريطانية عام 1911، كان هذا الادعاء كاذبًا).
لم يعمل لعدة سنوات، ولكن في عام 1804 عندما احتاج حزب الحرب في المحكمة النمساوية إلى جنرال لمعارضة سياسة السلام للأرشيدوق تشارلز، وضعوا ماك ضابط مناورة في الجيش، مع تعليمات للتحضير للحرب مع فرنسا. فعل كل ما كان ممكنًا خلال الوقت المتاح لإصلاح الجيش، وفي بداية حرب 1805 أصبح ضابط مناورة لصالح رئيس الأركان في ألمانيا، الأرشيدوق فرديناند كارل يوزف من النمسا-إستي، الذي كان هو نفسه عديم الخبرة في القيادة العسكرية. ونتيجة لذلك احتفظ ماك بالقائد الحقيقي المسؤول عن الجيش والذي عارض نابليون في بافاريا، ولكن كان موقفه غير محدد وتعامل الضباط الآخرون من رتبة فريق أول مع سلطته بأقل قدر من الاحترام. وعلاوةً على ذلك، فإن إعادة تشكيل جيش هابسبورغ لم تكتمل، واختار ماك البدء في بعض ابتكارات تشارلز، بينما تجاهل البعض الآخر. لم يشجع عدم أمانه وتقلباته ثقة الضباط، قوضت الحملة التي أدت إلى معركة أولم، وانتكاسات ماك المتكررة لسياسة فيينا، وحتى قراراته الخاصة، هيكل القيادة الذي كان ضعيفًا بالفعل.
استسلم الجيش بأكمله لنابليون في مَعْرَكة أولمْ في أكتوبر 1805. نجح عدد قليل من ضباطه، بما في ذلك الأمير فون شوارزنبرغ، في كسر الدفاعات الفرنسية تحت حماية حاشدة من سلاح الفرسان وفروا، ولكن قُبِض على معظم القيادات العليا النمساوية مع 25 ألف رجل، و18 جنرالًا، و65 مسدسًا، و40 ضابطًا. وحصل الضباط برتبة فريق أول على إفراج مشروط يطلب منهم الامتناع عن القتال مع فرنسا، ما أدى إلى إبعاد معظم قادة هابسبورغ عن إمكانية الخدمة في الحملة القادمة لمنطقة الدانوب العليا.
أدين ماك بالجبن من قبل محكمة عسكرية بعد معركة أوسترليتز. حُرِم من رتبته وفوجه وأوسمته، وعلى رأسها وسام ماريا تيريزا، وسُجن لمدة عامين. عند إطلاق سراحه في عام 1808، عاش في غموض نسبي حتى عام 1819، عندما طمس النصر النهائي للحلفاء ذكرى الكوارث السابقة، أعيد بناءً على طلب الأمير شوارزنبرغ، إلى الجيش بصفته ملازم فيلد مارشال، وعضوًا في وسام ماريا تيريزا. توفي في 22 أكتوبر 1828 في سانت بولتن.

## روابط خارجية
- كارل ماك فون ليبريك على موقع الموسوعة البريطانية (الإنجليزية)
- كارل ماك فون ليبريك على موقع الموسوعة البريطانية (الإنجليزية)